# Jaskinia w Ryglu
Jaskinia w Ryglu – jaskinia na terenie Niecki Nidziańskiej. Ma pięć otworów wejściowych znajdujących się w Niecce Soleckiej, w Dolinie Aleksandrowskiej, niedaleko wsi Aleksandrów (gmina Wiślica), w pobliżu Jaskini w Aleksandrowie i Jaskini na Kontakcie, na wysokościach 195, 196 i 198 m n.p.m. Jest częścią podziemnego przepływu Potoku Aleksandrowskiego. Długość jaskini wynosi 60 metrów, a jej deniwelacja 3 metry.

## Opis jaskini
Jaskinia składa się z dwóch części: górnej i dolnej. Obie zaczynają się w głównym, zachodnim, największym otworze wejściowym. Część górną, południową stanowi kilkumetrowy, suchy korytarzyk położony za 1,5-metrowym progiem. Część dolna, północna to niski i szeroki korytarz. Zaraz na jego początku znajduje się salka z drugim, zachodnim otworem wejściowym. Dalej korytarz rozszerza się (do 7 m) i po 17 metrach dochodzi do trzeciego, niewielkiego, wschodniego otworu. Przed samym jego końcem odchodzą w bok dwa krótkie korytarzyki idące do dwóch kolejnych, wschodnich otworów wejściowych.

## Przyroda
W jaskini brak jest nacieków. W dolnej części okresowo tworzy się jeziorko, jest też niekiedy zalewana wodą. W jaskini bywają lisy.

## Historia odkryć
Jaskinia była znana od dawna. Jej plan i opis sporządzili J. Gubała i A. Kasza przy pomocy M. Niziołka w 1999 roku.